# Novell
A Novell foi uma empresa de software americana, especializada em tecnologia de redes e internet. Foi conhecida por seu produto Netware, e por sua aquisição do SUSE Linux em 2003.

## História
A empresa começou em 1979 com o nome Novell Data Systems Inc. como produtora de Hardware para sistemas CP/M. Em Janeiro de 1983 foi-lhe dado um novo nome de Novell Inc. e Ray Noorda tornou-se o chefe da empresa. Também em 1983, foi apresentado o seu mais importante produto até então, um sistema operacional para redes: Netware.
O protocolo de rede que a Firma apresentou baseia-se nos serviços XNS (Xerox network services) e desenvolveu-se a partir do IDP e SPP, passando os seus protocolos a ser chamados de IPX (Internetwork Packet eXchange) e SPX (Sequenced Packet eXchange). Serviços de ficheiros e impressão correm no NCP (NetWare Core Protocol) sobre IPX, tal como a informação de Routing RIP e informação de serviços (SAP).
A Novell comprou a empresa Digital Research, o produtor do DR-DOS, um sistema parecido com o MS-DOS mas capaz de multitasking e vendeu-o sob o nome de Novell DOS (mais tarde conhecido como OpenDOS e depois como DR-DOS e vendido através da Caldera Systems.

### Declínio
Durante a década de 1980, os negócios corriam muito bem. A empresa detinha com o seu sistema operativo de rede uma posição de monopólio e podia vender os seus produtos a um preço alto. Isto alterou-se na década de 1990, à medida que o Windows ganhou pouco a pouco funções de rede.
Com base no Unix SVR4, a Novell começou também a desenvolver um derivado Unix próprio, que em novembro de 1992 foi publicado com o nome de UnixWare.
Com a compra de diferentes empresas, a Novell tentou fortalecer-se contra a concorrência. Em 1993 comprou a Unix System Laboratories à AT&T e licenciou os direitos às outras empresas. No mesmo ano comprou a WordPerfect Corp. e o Quattro Pro à empresa Borland.
À medida que a performance da companhia diminuía, Noorda foi obrigado a sair em 1994 e a partir de 1996 a empresa começou a dirigir-se tardiamente para os produtos relacionados com a internet, abandonando o seu protocolo de rede proprietário a favor do IP nativo. Esta mudança foi acelerada quando Eric Schmidt se tornou CEO em 1997 e o resultado foi o NetWare 5 e através do Novell Directory Service. Com as receitas caindo, a empresa fez uma aposta forte nos serviços de rede e na interoperabilidade de plataformas.
Em 1995 o Unix foi vendido ao SCO Group. Os termos da venda permanecem controversos entre a Novell e o SCO Group, especialmente no que diz respeito aos direitos autorais.
A Digital Research passou para a Caldera Systems. Com o WordPerfect Office a Novell estava muito insatisfeita. Perdia quota de mercado sem parar. Enquanto que o Groupware GroupWise que lhe era pertencente permaneceu na Novell e era vendido separadamente, o resto do WordPerfect Office, nomeadamente WordPerfect, Presentations e Quattro Pro, foi vendido à Corel.
Em julho de 2001 a Novell comprou a empresa de Consultoria Cambridge Technology Partners para a transformar no seu departamento de venda. O CEO desta empresa, Jack Messman, em breve se tornaria chefe da Novell.

### Linux
A 4 de agosto de 2003 a Novell anunciou a compra do produtor de software Ximian (fundado em 1999 por Nat Friedman e Miguel de Icaza). A empresa Ximian vendia Open Source Software e oferecia um desktop próprio para várias distribuições Linux, conhecido como GNOME.
Em 4 de novembro de 2003, a Novell anunciou a compra da SuSE Linux AG pelo preço de 210 milhões de dólares.
Em março de 2005 a Novell anunciou o OES (Open Enterprise Server). Este compreendia ao mesmo tempo Netware e o Suse Enterprise Server e oferecia aos clientes Novell de longa data a possibilidade de migração para o Linux.

### Aquisição pela Attachmate Group
Em novembro de 2010, a Novell foi adquirida pela empresa Attachmate Group por US$2,2 bilhões.
O grupo Attachmate, por sua vez, foi adquirido em 2014 pela empresa Micro Focus.